# Erzbistum Vitória da Conquista

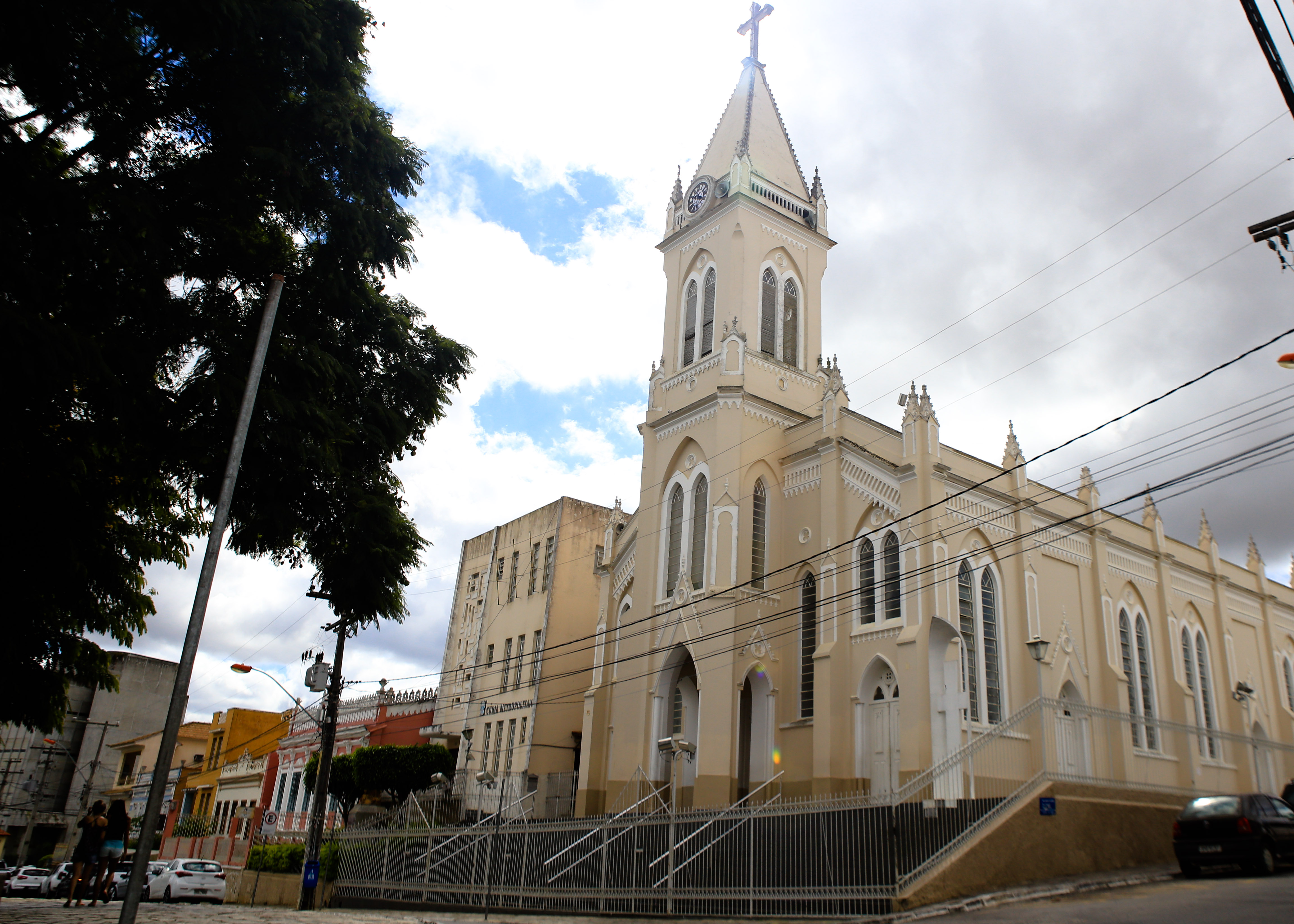
Kathedrale Nossa Senhora das Vitória

Das Erzbistum Vitória da Conquista (lateinisch Archidioecesis Victoriensis de Conquista, portugiesisch Arquidiocese de Vitória da Conquista) ist eine in Brasilien gelegene römisch-katholische Diözese mit Sitz in Vitória da Conquista im Bundesstaat Bahia.

## Geschichte
Das Erzbistum Vitória da Conquista wurde am 27. Juli 1957 durch Papst Pius XII. aus Gebietsabtretungen des Bistums Amargosa als Bistum errichtet und dem Metropolitanbistum Erzbistum São Salvador da Bahia unterstellt. Erster Bischof war Jackson Berenguer Prado. Am 16. Januar 2002 erhob Papst Johannes Paul II. das Bistum zum Erzbistum und Metropolitansitz.
Dem Erzbistum sind die Suffraganbistümer Bom Jesus da Lapa (1962), Caetité (1913), Jequié (1978) und Livramento de Nossa Senhora (1967) unterstellt.
Es gehört zur Region Nordeste 3 der CNBB.

## Ordinarien

### Bischöfe von Vitória da Conquista
- Jackson Berenguer Prado (1958–1962), dann Bischof von Feira de Santana, Bahia
- Climério Almeida de Andrade (1962–1981)
- Celso José Pinto da Silva (1981–2001), dann Erzbischof von Teresina, Piaui

### Erzbischöfe von Vitória da Conquista
- Geraldo Lyrio Rocha (2002–2007), dann Erzbischof von Mariana, Minas Gerais
- Luís Gonzaga Silva Pepeu OFMCap (2008–2019)
- Josafá Menezes da Silva (2019–2024), dann Erzbischof von Aracajú
- Vítor Agnaldo de Menezes (seit 2025)